# Лютюк Анатолій Кузьмич
Анато́лій Кузьми́ч Лютю́к (*1947, с. Великі Бірки, Тернопільська область, тоді СРСР) — український культурний і громадський діяч в Естонії, облат Цистерціанського монастиря в Хюланді (Норвегія) з послухом у Таллінні, керівник Центру української культури в Таллінні.

## Біографія
Народився 1947 року в райцентрі, селі Великі Борки, Великоборківського району тепер смт Великі Бірки на Тернопільщині у сім'ї службовців.

## Освіта
У 1969 році А. Лютюк закінчив Вижницьке училище прикладного мистецтва.
У 1975 закінчив навчання у художньому інституті столиці Естонської РСР м. Таллінні (тепер — Естонська академія мистецтв). Відтоді проживає у цьому місті.

## Громадська і релігійна діяльність
У 1990-ті керував групою «Рух» в Естонії. З відновленням незалежності Естонії та України після розпаду СРСР Анатолій Лютюк, проживаючи в Таллінні, з благословення Блаженнійшого Володимира (Стернюка) разом з однодумцями заснував у Таллінні греко-католицьку церковну громаду (офіційно зареєстрована 1991 року) і відновив для неї церковну будівлю та зорганізував простір для школи давніх ремесел і мистецтву приміщенні в таллінському середмісті по вулиці Лаборатооріумі, що дістало назву «талліннський Ноїв ковчег».
А. Лютюк очолює Український культурний центр в Таллінні (станом на початок 2013 року). 
Під час Революції гідності та війни на сході України активно займається волонтерською діяльністю, організовує збір і доставку на схід України гуманітарної допомоги української діаспори Естонії та інших благодійних організацій.
09 вересня 2021 року в Україні відбулася прем'єра  документального фільму режисерів Уляни Осовської та Дениса Страшного "Казка про коника" про Анатолія Лютюка. Фільм демонструвався під час Міжнародного фестивалю документального кіно про права людини Docudays UA у 2022 році.  Також фільм отримав Нагороду Народу Естонії (Estonian People's Award voted by TV-audience) на Міжнародному фестивалі документального та антропологічного кіно в Пярну (Естонія, Pärnu International Documentary and Anthropology Film Festival) 

## Нагороди
- Заслужений художник України (2007).
- Відзнака Президента України — ювілейна медаль «25 років незалежності України» (22 серпня 2016) — за вагомий особистий внесок у зміцнення міжнародного авторитету Української держави, популяризацію її історичної спадщини і сучасних надбань та з нагоди 25-ї річниці незалежності України[6]
- Грамота Верховної Ради України «За заслуги перед Українським народом» (2011).
- Медаль «За збереження історичних пам'яток» (Естонія, 2002).
- Орден Білої зірки (Естонія, 2003).
- Представлений у Книзі пошани «Україна й українці — цвіт нації, гордість країни» та нагороджений нагрудним знаком "Зірка «Патріот України» Міжнародного інституту освіти, культури та зв'язків з діаспорою Національного університету «Львівська політехніка»[7]